# Masashi Ebara
Masashi Ehara (江原 正士 Ehara Masashi?), más conocido como Masashi Ebara (江原 正士 Ebara Masashi?), es un actor, actor de voz y narrador japonés de la prefectura de Kanagawa. Actualmente está afiliado a Aoni Production.
Tuvo papeles en las series Initial D como Jōshima Toshiya, Naruto como Might Guy, Eat-Man como Bolt Crank, Shakugan no Shana como Alastor the Flame of Heavens, Bakusō Kyōdai Let's & Go! como Doctor Tsuchiya, Busō Renkin como Capitán Bravo, The Transformers como Ratchet y Final Fantasy XIII como Sazh Katzroy. También es el artista de doblaje oficial de Tom Hanks y Robin Williams. También fue el primer actor de doblaje de Andy García y Wesley Snipes en sus primeros días.

## Antecedentes
Ebara se graduó de la escuela secundaria superior Tōkyōtoritsu Chitosegaoka. Al principio no aspiraba a ser actor, pero eligió asistir a la Academia de Artes Escénicas de Tōhō para aprender el oficio porque admiraba el trabajo de Charles Chaplin como estudiante. Después de trabajar previamente con Gekidan Subaru, se afilió a 81 Produce, pero ahora está afiliado a Aoni Production. En el doblaje de películas estadounidenses, Ebara a menudo dobla sobre Tom Hanks, Bill Murray, Wesley Snipes, Andy García y muchos más. Gran parte de sus papeles los ocupa Kōichi Yamadera en diferentes ediciones de las películas.

## Filmografía

### Animación de televisión
1987
- Transformers: The Headmasters (Spike Witwicky, Scattershot/Computron, Pounce)

1990
- Robin Hood (Baron Alwyn)

1991
- Anpanman (Unadonman, Pineappleman, Princesa Do nirian, Crayonman)

1992
- O~i! Ryoma (Yamauchi Yōdō)
- The Laughing Salesman (Kenzō Warii (episodio 93), Shokudō no Oyaji (especial del 26 de diciembre de 1992))

1993
- Nintama Rantarō (Joven Ryūōmaru, Heishirō Kusai)

1994
- Sailor Moon (Chiral)
- Yū Yū Hakusho (Yomi)

1996
- Baketsu de Gohan (Zubrofsky)
- Bakusō Kyōdai Let's & Go!! (Doctor Tsuchiya)
- Yūsha Raideen (Kraken)

1997
- Eat-Man (Bolt Crank)

1998
- Eat-Man '98 (Bolt Crank)

1999
- Cowboy Bebop (Andy Von de Oniyate)En la edición especial de la banda sonora de Cowboy Bebop aparece el track miwaku no horse riding dónde el interpreta está canción sobre este personaje.
- Master Keaton (Robert Fenders)
- Pokémon (Jangō)

2000
- Love Hina (Kōji Maehara)
- Platinumhugen Ordian (Baltoro)
- Shūkan Storyland (Líder, narración)

2001
- PaRappa Rappa (Chico Cuadrado)
- Shaman King (Dōen)
- The SoulTaker (Richard Vincent)

2002
- Hamtaro (León-sensei)

2003
- Astroboy (Archer)
- Gad Guard (Jack Bruno)
- Gunslinger Girl (Hilshire)
- Mugen Senki Potorisu (Hombre vestido de negro)
- Naruto (Guy el Poderoso)

2004
- The M Rider Daigunder (Masashi Maizono (Padre de Naruto))
- Agatha Christie's Great Detectives Poirot and Marple (George Challenger)
- Fullmetal Alchemist (Hohenheim Elric)
- Kaiketsu Zorori (Gaon, Husky)

2005
- Majime ni Fumajime: Kaiketsu Zorori (Gaon, Husky)
- Shakugan no Shana (Alastor)
- Shinshaku Sengoku Eiyūdensetsu Sanada Ten Braves The Animation (Kuroda Nagamasa)
- Xenosaga: The Animation (Ziggurat 8)

2006
- Las Chicas Superpoderosas Z (Mojo Jojo)
- Ergo Proxy (MCQ)

2007
- El Cazador de la Bruja (Gerente de tienda)
- Naruto: Shippuden (Guy el Poderoso, Dai el Poderoso)
- Nodame Cantabile (Sebastiano Viella)
- Shakugan no Shana Second (Alastor)

2008
- Michiko to Hatchin (Viejo Caballero)
- Negibōzu no Satarō (Aona no Shakimi)

2011
- Shakugan no Shana Final (Alastor)

2012
- Sword Art Online (Godfree)

2013
- Magi (Shambal Ramal)
- Space Battleship Yamato 2199 (Osamu Yamanami)

2014
- Future Card Buddyfight (Hitotaba Neginoyama/Capitán Respuesta, Vlad Dracula)
- Tokyo ESP (Shin Kakuno)
- Nisekoi (Adlet Wogner Kirisaki)

2016
- One Piece (Raizō)

2017
- Space Battleship Yamato 2202: Warriors of Love (Osamu Yamanami)
- Vatican Kiseki Chōsakan (Archbishop Saul)
- Boruto: Naruto Next Generations (Might Guy)

2018
- Pop Team Epic (Popuko (Episodio 1-A))

2019
- No Guns Life (Christina Matsuzaki)

2025
- Dragon Ball Daima (Mr. Satán (adulto))